# Fonds d'aide au jeu vidéo
Le Fonds d'aide au jeu vidéo (FAJV) est une subvention cofinancée par le ministère de l'Industrie et le Centre national du cinéma et de l'image animée, gérée par ce dernier. Ce fonds a été créé en mai 2008.

## Description
Soutien pour la création et l'innovation dans l'industrie vidéoludique, le Fonds d'aide au jeu vidéo propose des aides sélectives destinées à accompagner les entreprises de création au stade du développement, de réalisation d'un prototype de jeu ou en phase de production. Le fonds peut également accompagner des manifestations à caractère professionnel.
Aide à la production de jeux vidéo ;
Une aide qui accompagne les studios de développement dans la phase de production des jeux. Elle favorise la création de nouvelles franchises de jeux et incite les entreprises à créer une valeur patrimoniale autour des jeux vidéo qu'elles produisent en conservant les droits de propriété intellectuelle. Elle est versée sous forme de subvention.
Aide à la préproduction de jeux vidéo ;
Une aide qui vise à lever les verrous technologiques nécessaires à la réalisation d'un prototype de jeu non commercialisable. Elle est versée sous forme de subvention. Le montant demandé doit représenter au maximum 50% du coût total de la préproduction du jeu vidéo.
Aide aux opérations à caractère collectif ;
Finance des actions d'information et de promotion destinées à l'ensemble de la profession. Notamment des journées d'études, journées professionnelles, festivals de portée nationale ou internationale. Elle est versée sous forme de subvention.

## Bénéficiaires notables
Parmi les bénéficiaires notables du Fonds d'aide au jeu vidéo, on compte plusieurs studios français qui ont acquis une renommée internationale, tels que Dontnod Entertainment (Life Is Strange) et Motion Twin (Dead Cells).

## Composition de la commission

### Mai 2021[2]
Présidence
- Maxime Chattam, romancier
- Audrey Leprince, cofondatrice du studio The Game Bakers et de l'association Women in Games France

Membres
- Elisabeth Caravella, artiste
- Éric Chahi, concepteur de jeu (Another World, Paper Beast)
- Christelle Chandavoine, directrice commerciale (Quantic Dream)
- Arnaud Colinart, producteur
- Nathalie Dacquin, directrice marketing (Sony Interactive Entertainment)
- Alexandre Noci, animateur et producteur d'émissions et débats sur Twitch
- Valérie Petit, femme politique
- Sébastien Tasserie, directeur de stratégie et investissement (NetEase Games Europe)
- Céline Tricart, réalisateur et productrice de jeux VR
- Géraud Zucchini, concepteur de jeu et youtuber (Doc Géraud)

### Avril 2016[3]
Présidence
- Juliette Noureddine, chanteuse, parolière et compositrice

Membres
- Laure Casalini, directrice pédagogique (Rubika)
- Benoit Clerc, éditeur de jeux vidéo (Big Ben Interactive)
- Alexis Le Dressay, directeur créatif (Eugen Systems)
- Jean Baptiste Fleury : Directeur du développement Mobile (Virtuos)
- Marc Guerrier, directeur marketing et communication (Warning Up)
- Jules-Benjamin Lalisse, directeur (Eko Software)
- Yannick Lejeune, directeur de collection (Delcourt)
- Marianne Levy-Leblond, responsable des productions web et transmédia (Arte France)
- Valentin Lefèvre, directeur technique (Epawn)
- Florent Maurin, game designer (The Pixel Hunt)
- Étienne Mineur, directeur créatif (Les Editions Volumiques)
- Sébastien Saunier, directeur crédits aux entreprises (IFCIC)
- Charlotte Razon, game designer et scénariste (Witty Wings)
- Martial Valéry, directeur du studio de développement (Oh Bibi)

### Janvier 2014[4]
- Pascal Hérold, producteur, réalisateur, fondateur du studio Nadeo
- Antoine Charreyron, réalisateur, auteur graphique
- Nicolas Devos, game designer chez Peoleo
- David Cage, fondateur de Quantic Dream
- Jehanne Rousseau, directrice et cheffe de projet de Spiders
- Christophe Heral, compositeur
- Thierry Allain, directeur général de Playsoft
- Sébastien Wloch, cofondateur d'Asobo Studio
- Alexandre Bréas, responsable acquisitions produits et relations éditeurs tiers chez Namco Bandai Partners
- Djamil Kemal, directeur marketing chez Lexis Numérique
- Julien Chièze, journaliste, cofondateur de Gameblog
- Sébastien Saunier, directeur du crédit aux entreprises
- Céline Limorato, directrice adjointe de l'unité jeunesse de France Télévisions

### Mars 2014[5]
Président
- Jean-Jacques Launier (Musée Art ludique)

Membres
- Nicolas Brière (Old Skull Games)
- Romuald Capron (Arkane Studios)
- Mélanie Cristin (Atelier 801)
- Jean-François Denis (AMA Studios)
- Nicolas Devos (Peoleo)
- Mathieu Girard (Amplitude Studios)
- Corinne Kouper (TeamTO)
- Cédric Laguarrigue (Focus Home Interactive)
- Jules Benjamin Lalisse (Eko Software)
- Etienne Mineur (Editions Volumiques)
- Sophie Peseux (VirDys)
- Sébastien Saunier (IFCIC)
- Mathieu Triclot (université de technologie de Belfort-Montbéliard)
- Marie-France Zumofen (Gobelins)